# Roberto Sosa (attore)
Roberto Gonzalo Sosa Martínez (Città del Messico, 17 aprile 1970) è un attore e regista messicano.

## Biografia
Attore teatrale e televisivo, è maggiormente conosciuto per le sue interpretazioni cinematografiche. Diplomatosi a Parigi al Conservatoire national supérieur d'art dramatique, si specializza in arte circense presso la scuola di Annie Fratellini.

## Filmografia
- Old Gringo - Il vecchio gringo (Old Gringo), regia di Luis Puenzo, (1989)
- El patrullero, regia di Alex Cox, (1991)
- Lolo, regia di Francisco Athié, (1993)
- Borderland - Linea di confine (Borderland), regia di Zev Berman, (2007)
- Viaggio in paradiso (Get the Gringo), regia di Adrian Grunberg, (2012)
- Pedro Pàramo, regia di Rodrigo Prieto (2024)

## Riconoscimenti e premi

### Chicago International Film Festival
- 1993 - Migliore attore per Lolo

### Festival internazionale del cinema di San Sebastián
- 1992 - Migliore attore per El patrullero

### Premio Ariel
- 2013 - Miglior attore per Profundo carmesí[1]